# 金巴沃德县
29°20′N 80°06′E / 29.33°N 80.10°E
金巴沃德县（印地语：चमोली ज़िला）是印度北部北阿坎德邦的一个县，县治位于金巴沃德，该县下辖5个乡：Barakot乡、金巴沃德乡、Lohaghat乡、 帕蒂乡及 Purnagiri乡。该县属于北阿坎德邦下辖的两个专区之一的库马盎专区，东与尼泊尔馬哈卡利專區毗邻,北临比托拉格尔县，南临乌但辛那加县，西临奈尼塔尔县，西北临阿尔莫拉县。
该县是北阿坎德邦13个县中人口第二少的县（最少的县是鲁德勒布勒亚格县）。

## 人文
截至2011年印度人口普查，金巴沃德县有人口259,315,，与瓦努阿图大致相等 。 人口密度为 每平方公里147人。人口增长率(2001-2011)为15.49%. ，男女性别比为0.98(1000:981),识字率80.73%。 
金巴沃德县有印度教徒216,646（96.5％），穆斯林6,642（3.0％），基督徒626（0.3％）。

## 经济
金巴沃德县是印度640个县中最不发达的250个县之一 ，也是北阿坎德邦实施扶贫计划（the Backward Regions Grant Fund Programme ；BRGF）的3个县之一。